# Michael Ehré
Michael Ehré (Nordenham, 1º agosto 1971) è un batterista, chitarrista, bassista e compositore tedesco.
È un musicista molto attivo sia come strumentista che come autore per altri artisti. È stato il batterista della heavy metal Metalium e ha collaborato con molti artisti internazionali di grande fama, come Kee Marcello (ex-Europe) e Ulrich Roth (ex-Scorpions). 
È stato anche batterista dei Primal Fear fino al 2024.
Attualmente è batterista ufficiale della band power metal Gamma Ray e degli The Unity.

## Biografia
La sua passione per la musica risale alla più tenera età, e la sua carriera musicale cominciò a 10 anni. Dopo aver militato per anni in piccole band amatoriali, nell'estate del 1991 entrò a far parte come batterista di una band chiamata "Pryer", con cui registrò un album e ottenne per la prima volta il successo a livello nazionale: fiero di questo traguardo si fece trascinare dal cantante dei Pryer in un nuovo progetto dal nome "Murder One", nel 1997. Nel 2001 venne ingaggiato dai Metalium, con i quali ha fino ad ora registrato 8 album. Dal 2010 suona anche con i Firewind.
Inoltre, nel 2005 diventa batterista ufficiale nella band dell'ex chitarrista degli Scorpions Uli John Roth, mentre nel 2009 suona per Kee Marcello durante un suo tour, e anche per un progetto solista di Vinnie Moore, chitarrista degli UFO.
Fra gli altri artisti con cui ha collaborato, si possono citare Paul Gilbert, Tobias Sammet (Edguy), Marty Friedman (ex-Megadeth) e Kai Hansen. Proprio quest'ultimo l'ha ingaggiato, a fine 2012, dapprima per sostituire momentaneamente Daniel Zimmermann nei Gamma Ray durante l'ultima parte del tour Skeletons & Majesties, per poi annunciare che Michael sarebbe entrato ufficialmente a far parte della band come musicista in studio e anche come compositore.
Nel 2017, con il collega dei Gamma Ray Henjo Richter, fonda i The Unity. A giugno 2019 è il nuovo batterista della band heavy metal tedesca Primal Fear fino al 2024.

## Discografia

### Con i Metalium
- 2002 - Hero Nation - Chapter Three
- 2004 - As One - Chapter Four
- 2005 - Demons of Insanity - Chapter Five
- 2007 - Nothing to Undo - Chapter Six
- 2008 - Incubus - Chapter Seven
- 2009 - Grounded - Chapter Eight

### Con i Gamma Ray
- 2013 - Master of Confusion (EP)
- 2014 - Empire of the Undead
- 2021 - 30 Years Live Anniversary (live)

### Con i Firewind
- 2010 - Days of Defiance

### Con i The Unity
- 2017 - The Unity
- 2018 - Rise
- 2020 - Pride

### Con i Primal Fear
- 2020 - Metal Commando